# Ives II de Vannes
Ives II de Vannes est un pseudo-évêque de Vannes vers 1310.

## Contexte
Cet évêque est juste évoqué dans Gallia Christiana, mais il n'est pas retenu dans la liste officielle des prélats du diocèse de Vannes de l'église catholique Il est également ignoré de Joseph-Marie Le Mené comme de Jean-Pierre Leguay .
Il fait cependant l'objet d'une très brève note de Pierre-Hyacinthe Morice de Beaubois :
« « Yves est indiqué comme évêque de Vannes dans la présentation d'une chapelle dont l'acte est daté de 1310 »  »
— L'Eglise de Bretagne, ou, Histoire des sièges épiscopaux, séminaires et collégiales. Publié d'après la Matière de Dom Hyacinthe Morice de Beaubois par l'abbé Tresvaux chez Mequignon Junior, Paris 1839  p. 161